# Electric Café
Electric Café ist ein Musikalbum der deutschen Band Kraftwerk, das Ende 1986 veröffentlicht wurde und 2009 im Zuge einer Wiederveröffentlichungskampagne von Kraftwerk in Techno Pop umbenannt wurde.

## Geschichte
An dem Album hat Kraftwerk ein halbes Jahrzehnt gearbeitet. Mit der Produktion wurde unmittelbar nach Veröffentlichung des Vorgängeralbums Computerwelt begonnen. Zu diesem Zeitpunkt lief die Produktion noch unter dem Arbeitstitel Technicolor und musste aus Urheberrechtsgründen in Techno Pop umgeändert werden. Zu diesem Zeitpunkt lautete das Tracklisting des Albums wie folgt:
1. Techno Pop (dieser Titel hätte die komplette A-Seite des Albums eingenommen)
2. Der Telefonanruf
3. Sex Objekt
4. Tour de France

Vorab wurde 1983 der Titel Tour de France als Single veröffentlicht, die kommerziell nur wenig erfolgreich war. Kurz nach dieser Veröffentlichung erlitt Ralf Hütter einen schweren Fahrradunfall, der die Fortführung des gesamten Projektes für längere Zeit unterbrach. Die Plattenfirma EMI, bei der Kraftwerk unter Vertrag stand, hatte jedoch die Veröffentlichung des Albums unter dem Titel Techno Pop bereits angekündigt. Selbst das Schallplattencover war bereits gefertigt.
Erst 1985 konnte die Arbeit an Techno Pop fortgeführt werden. Die Band war mit dem bisherigen Arbeitsergebnis unzufrieden. Es wurde argumentiert, dass das Album die hohen Qualitätsansprüche der Band nicht erfüllen kann. Das Album wurde daher vollständig überarbeitet und am 16. Dezember 1986 unter dem Titel Electric Café veröffentlicht. Das Lied Tour de France blieb bei der Überarbeitung unberücksichtigt und diente stattdessen 2003 als Arbeitsgrundlage für das bislang letzte Kraftwerk-Album Tour de France Soundtracks. Electric Café erschien in drei Sprachfassungen auf Englisch, Deutsch und Spanisch. Die spanische Sprachfassung erschien nur in limitierter Auflage.
Aus dem Album wurden die Titel Musique Non-Stop und Der Telefon-Anruf als Single ausgekoppelt, die beide nicht sehr erfolgreich waren. Bekannt wurde jedoch das Musikvideo zu Musique Non-Stop, das computeranimierte Köpfe von Kraftwerk zeigt. Diese Technik war 1986 noch sehr aufwändig.
2009 erschien Electric Café im Rahmen einer Gesamtveröffentlichung des Werks von Kraftwerk in einer klangtechnisch überholten Fassung. Der Titel des Albums wurde jedoch wieder zu Techno Pop umgeändert. Auch das Tracklisting wurde verändert: Das Lied Der Telefon-Anruf wurde durch eine kürzere Fassung desselben Liedes ersetzt und um eine Version namens House Phone erweitert.

## Titelliste 1986
A-Seite
1. Boing Boom Tschak – 2:59
2. Techno Pop – 7:42
3. Musique Non-Stop – 5:44

B-Seite
1. Der Telefon-Anruf – 8:03
2. Sex Objekt – 6:51
3. Electric Café – 4:19

Die komplette A-Seite des Albums ist instrumental gehalten – abgesehen von einer Reihe gesampelter, gesprochener Phrasen. Die A-Seite ist in drei Lieder unterteilt, wobei die Lieder ohne erkennbare Trennung ineinander übergehen und sich zudem gegenseitig zitieren. Beispielsweise wird eine Melodie aus Musique Non-Stop auch im Titel Techno Pop verwendet.
Die B-Seite dagegen enthält drei klar separierte Titel, darunter das Lied Der Telefon Anruf, das einzige Lied von Kraftwerk, bei dem Karl Bartos den Gesang übernommen hat. Beendet wird das Album mit dem Titellied Electric Café, das französischen und italienischen Text enthält.

## Titelliste 2009
A-Seite
1. Boing Boom Tschak – 2:59
2. Techno Pop – 7:42
3. Musique Non Stop – 5:44

B-Seite
1. Der Telefon Anruf – 3:50
2. House Phone – 4:56
3. Sex Objekt – 6:51
4. Electric Café – 4:19